# Ганс фон Адам
Ганс Адам, з 1917 року — Ріттер фон Адам (нім. Hans Ritter von Adam; 24 травня 1886, Баєріш-Айзенштайн, Німецька імперія — 15 листопада 1917, Лангемарк, Бельгія) — німецький льотчик-ас, лейтенант Баварської армії. Кавалер лицарського хреста Військового ордена Максиміліана Йозефа.

## Біографія

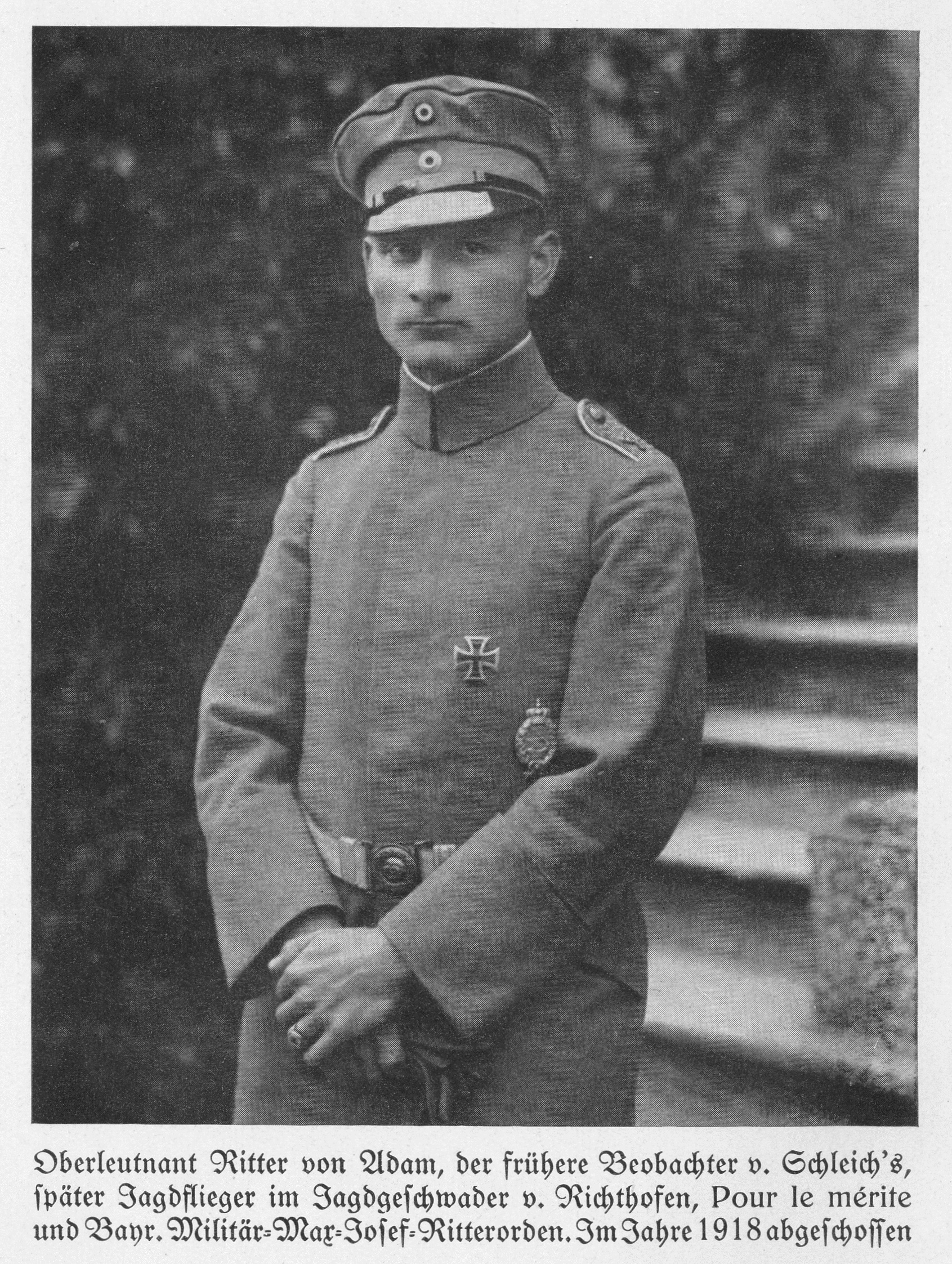

На момент початку Першої світової війни був одружений, мав двох дітей. Служив у піхоті, 2 вересня 1914 року був поранений.
Вступивши в авіацію, став спостерігачем і часто літав з Едуардом Шляйхом, який згодом також став асом у складі польового авіаційного дивізіону 2b (польовий авіазагін 2 (баварський)).
2 березня 1917 року направлений в 34-ту винищувальну ескадрилью, де в основному літав на Albatros D.III (№2102/16). Здобув три перемоги, потім був переведений в 6-ту винищувальну ескадрилью, якою командував оберлейтенант Едуард фон Достлер. Після загибелі Достлера 30 серпня 1917 року Адам очолив ескадриллю.
Загинув у бою 15 листопада 1917 р.оку на Albatros D.V (№5222/17), маючи на рахунку 21 перемогу. Цей бій був проти 45-ї і 29-ї ескадрилій, а збив його лейтенант К. Б. Монтгомері, який літав на Camel (№В3929). Похований у Мюнхені, на цвинтарі Вальдфрідгоф.

## Нагороди
- Залізний хрест 2-го і 1-го класу
- Нагрудний знак пілота-спостерігача (Баварія) (5 травня 1916)
- Орден «За військові заслуги» (Баварія) 4-го класу з мечами
- Військовий орден Максиміліана Йозефа, лицарський хрест (1917)
- Королівський орден дому Гогенцоллернів, лицарський хрест з мечами (2 лютого 1918, посмертно)